# Hug de Lacy
Hug de Lacy (c. 1176 - desembre de 1242) va ser un baró anglonormand fill d'una família arribada a Irlanda durant la conquesta normanda. Va ser el 1r comte d'Ulster.

## Biografia
Era fill d'Hug de Lacy, senyor de Meath, i de la seva primera esposa, Rosa de Monmouth. El seu pare (mort el 1186) va ser un dels barons que va acompanyar Enric II a Irlanda el 1171; va obtenir Meath en feu i va governar Irlanda com a virrei del sobirà. Amb la seva dona, Rosa de Monmouth, Hug va ser el pare de Gualter de Lacy (mort el 1241), que el va succeir com a senyor de Meath i va prendre part juntament amb Hug de Lacy en el conflicte que va oposar la seva família a Joan de Courcy, Senyor de l'Ulster.
Hugh de Lacy va ser durant un breu temps un col·laborador de Courcy a Leinster i Munster, però després de 1200 la rivalitat entre ambdós finalment va acabar en guerra i el 1203 Hug de Lacy va expulsar a Courcy del Comtat de Down i l'any següent el va fer presoner. El rei el va recompensar amb feus a l'Ulster i Connaght, que van ser confirmats per la carta del 29 de maig de 1205 que el nomenava comte. Va tornar a Irlanda amb autoritat virreial i va fer tot el possible, encara que sense gaire èxit, per obligar els O Neill de Tyrone a sotmetre's.
El 1207 va esclatar la guerra entre el comte d'Ulster i Fitz Henry, l'últim justicier. Aquest últim va portar el mateix rei Joan a Irlanda, on va expulsar el germà del comte, Gualter de Lacy, de Meath i va obligar el mateix comte a fugir de Carrickfergus a Escòcia.
Durant diversos anys el comte d'Ulster va participar en la Croada albigesa al Llenguadoc i no va tornar a Irlanda fins al 1221, moment en què es va aliar amb O Neill contra els anglesos. El 1226 les seves terres a l'Ulster van ser lliurades al seu germà Gualter, però li van ser restituïdes l'any següent; després d'aquesta data sembla haver servit fidelment al rei, sent més d'una vegada convocat a Anglaterra per donar els seus consells en els afers irlandesos. Va morir a l'Ulster, poc abans del 26 de desembre de 1242. Com que no li va sobreviure cap fill legítim, a la seva mort el títol de comte d'Ulster va tornar a la Corona.

## Núpcies i descendència
El seu primer matrimoni va ser amb Lescelina de Verdun (c. 1178 - 1234), filla de Bertram III de Verdun. Un dels seus fills, o possiblement un tercer que seria desconegut, va ser mort en combat l'any 1238. Junts van tenir dos fills i almenys tres filles:
- Gualter de Lacy (mort entre 1226 i 1242).[3]
- Roger de Lacy (mort entre 1226 i 1242).[3]
- Matilda de Lacy († 1281), casada amb David, baró de Naas.[3][4]
- Una filla († 1253), casada amb Miles de Nangle.[3]
- Rosa de Lacy († després de 1237), es va casar amb Alà de Galloway († 1234).[3]

En segones núpcies es va casar amb Emelina, filla de Gualter de Ridelsford (o Ridelisford), un baró hiberno-normand. No van tenir descendència. Després de la seva mort, Emelina es va tornar a casar amb Esteve Longespée, fill de Guillem de Longespée, parent del rei Enric III d'Anglaterra.